# Roland de Moustier
Pour les autres membres de la famille, voir de Moustier.
Roland de Moustier est un homme politique français né le 30 octobre 1909 à Paris et mort le 13 mars 2001 à Neuilly-sur-Seine . Il est le fils du marquis Léonel de Moustier.

## Biographie
Roland de Moustier est le fils de Léonel de Moustier, député du Doubs ayant voté contre la remise des pleins-pouvoirs à Philippe Pétain en juillet 1940, dont il récupère le titre de Marquis à sa mort, en 1945. Il est issu d'une longue lignée de parlementaires et hommes politiques, dont le premier est Charles de Moustier, membre des Etats Généraux de 1789, et qui comprend six générations : Clément-Edouard, élu à la « Chambre introuvable », Léonel, député de l'Assemblée nationale de 1848, Pierre, député puis sénateur de 1889 à 1935.
Après des études à l'école libre des sciences politiques, il débute en politique en 1935 comme collaborateur au cabinet de Léon Bérard, alors ministre de la Justice, puis devient directeur de cabinet de Louis Nicolle, ministre de la Santé publique, en 1936.
En 1935, il est élu conseiller général du Doubs, dans le canton de Rougemont, et maire de la petite commune de Curby, où se trouve le château de la famille de Moustier.
Pilote dans l'armée de l'air, avec le grade de sous-lieutenant, pendant la Deuxième Guerre mondiale, il retrouve son mandat de conseiller général à la Libération, et accède à la présidence du conseil général, fonction qu'il conserve pendant 16 ans, jusqu'en 1961.
Il est par ailleurs chef d'entreprise, président directeur général de la société industrielle, financière et forestière de gérance, qui intervient dans les secteurs minier, du textile et bancaire, il est directeur du quotidien local La République.
Tête de la liste des droites lors de l'élection à la première constituante en octobre 1945, il arrive en tête avec 34 % des voix et est élu député. Il est réélu en juin 1946, avec l'étiquette du Parti Républicain de la Liberté, tout comme en novembre.
Membre de la commission des affaires étrangères, dont il assure le secrétariat, il intervient essentiellement sur ces questions lors des débats parlementaires, défendant notamment des positions atlantistes et pro-européennes.
En 1951, il est réélu député et sa liste est encore en tête des suffrages, avec 28 % des voix, mais subit la concurrence de la liste du RPF (19 %).
En 1954, il se fait connaître d'un plus grand public en assurant, dans ses fonctions de rapporteur, l'adoption d'une proposition de loi sur la presse.
Se trouvant en accord avec la politique de Pierre Mendès-France, notamment sur les questions coloniales, défendant le projet de CED, il est nommé secrétaire d'Etat aux affaires étrangères en septembre 1954. Il participe aux négociations relatives aux accords de Londres et Paris.
En 1956, sa liste, étiquetée par le Centre national des indépendants, obtient 24 % des voix, ce qui suffit à le faire réélire, mais se retrouve derrière celle des socialistes.
Soutenant le retour de Charles de Gaulle au printemps 1958, il est cependant emporté par la vague gaulliste de 1958, qui met un terme à sa carrière parlementaire.

## Fonctions
- Secrétaire d'État aux Affaires étrangères du gouvernement Pierre Mendès France (du 3 septembre 1954 au 23 février 1955)
- Conseiller général du canton de  Rougemont dès 1935
- Député PRL puis CNIP du Doubs (1945-1958)
- Président du Conseil général du Doubs (1945-1958)
- Maire de Romorantin-Lanthenay (1941-1943)